# 德国联邦铁路120型电力机车
德国联邦铁路120型电力机车（德語：DB-Baureihe 120）是德国铁路使用的一款电力机车型号。作为全球首款投入量产的三相电铁路机车（带有电子变频器），它被视为电力机车发展的一个里程碑。因此，它还代表了三相交流电传动技术发展的最终形态——来自接触网的交流电经过三相的牵引变频器提取后，再驱动异步电动机。首台ICE-1型电联车的动车组动车也是基于120型的技术在1980年代中期研发成功。

## 历史
120型机车是依靠三相异步电动机进行传动，从铁道技术的角度来看，它与单相串励电动机的区别在于显著降低了重量、并有更紧凑的尺寸和更低的维护成本。此外它还能承受高负载，因其本身并不具有（直流电机的）换向器。
自1899年以来，带有固定电压和频率的高架电缆或接触轨便已经使用三相交流电驱动轨道车辆，而随着现代半导体技术的发展，车辆自1960年代起还可以借助本身的变频器产生三相电。电动机输出功率是直接通过可变电压和可变频率进行调节。德国联邦铁路对三相交流传动技术的首次体验是来自于自1971年起投入试运营的亨舍尔DE2500型柴油机车。这些机车的其中一台（202 002号）被移除了柴油发动机和发电机，并附挂有一节BDnrf型控制车。控制车负责对机车进行供电，为此专门配备了一个主变压器和一个受电弓。在这种方式中，可以进行三相电力机车模拟运作。
车组在1974年至1975年进行的试验中运作良好，并证明了当局所期望的一款可降低维护成本和停车时间的通用型机车在技术上是可行的。因为开发商对机车设计最初的目标便是：原则上可以取代当时在役的所有电力机车和任何类别的列车服务，无论是重载列车或快速列车。早在1950年代，德国联邦铁路就希望通过E10型机车来实现这一目标。但交流传动技术在当时仍无法应用，于是E10系列又被拆分为快速机车（E10型）和货运机车（E40型/E50型）。为针对通用型机车的愿景，导致了Bo'Bo'轴式的120型电力机车的研发合同最终在1976年面世。获得该合同的是个联合集团，其中BBC负责电气部件，而克劳斯-玛菲、克虏伯和亨舍尔则共同负责机械部件。
首台小批量生产的三相电力机车E1200型在1976年由亨舍尔交付，并运用至鲁尔煤炭公司的矿场和港口铁路。这6台机车的实际运营结论也被纳入120型机车的开发。

### 试产机车120.0型

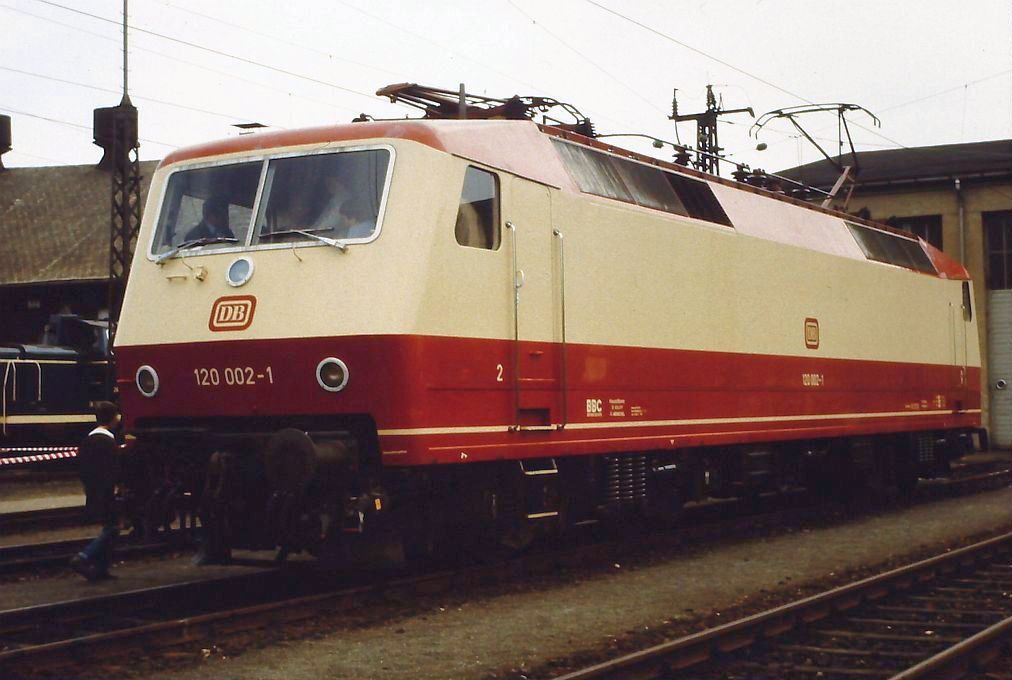
120 002号机车于维尔茨堡（1984年）

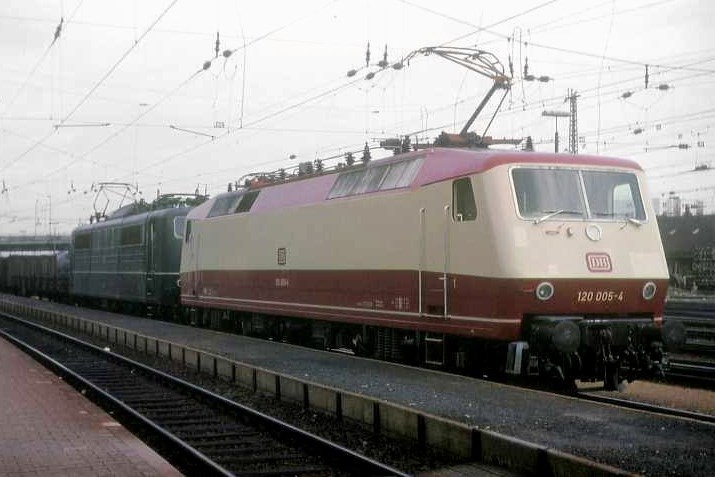
120 005号机车于纽伦堡（1983年），其向下弯曲的前端清晰可见

1979年5月14日，120 001号机车作为首台采用交流传动技术的机车交付德国联邦铁路使用。它最初被批准的最高速度为160公里/小时，并在纽伦堡编组站进行实践测试。至1980年1月，它的另外4个兄弟120 002号至005号机车也陆续交付使用，其中在外观上略有不同的120 005号机车（深拉弯的前脸及最初设于车顶及缓冲器周围的外罩）在交付时被批准的最高速度达到200公里/小时。120型机车的外观形象成为德国联邦铁路在1980年代的一面“镜子”，并相继应用至240型柴油机车、628型柴联车和x-型车厢控制车之中。
1980年8月13日，120 002号机车在汉诺威-汉堡铁路的策勒至于尔岑区间的运行速度达到231公里/小时，创造了三相电车辆的新世界纪录。
三相交流传动技术以及通过牵引变频器使用的高效再生制动（在电阻制动时将机车的动能回馈至接触网）得到了完全的信任，但机车的变压器仍需要进行相应改进，并在测试阶段的使用过程中被经过修订的版本所取代。法兰克福维修车间（Ausbesserungswerk Frankfurt）为120型机车内构所设计的检查模式是从缓冲器至第一个转向架后。这种处理过程是德国联邦铁路其他任何当时在役的机车所没有的。
1984年10月17日及18日，机车正式使用新的定型。1984年10月17日，120 001-3号机车牵引着载荷为250吨重的特别列车，在奥格斯堡至多瑙沃特区间的运行速度达到265公里/小时。这是在众多嘉宾、包括联邦交通部长维尔纳·多林格尔的见证下，刷新了三相电机车的軌道車輛速度紀錄。为此，机车对齿轮传动比及挡风玻璃进行了修改，同时车速表的标度也已被替换。其最高速度是在运行3分钟后达到的。该机车在1985年进行改造以用作最高纪录运行。作为德国联邦铁路和法国国家铁路合作项目的一部分，两家铁路公司之间的轨道及传动装置参数进行了协调统一。而该机车使用的基本上是全新的牵引电动机，所以最高运行速度应当高达280公里/小时。最高纪录机车作为120型系列的首台机车，于2004年在发生了严重事故后报废。
在为期四年的运转试验中，5台试产机车的运行里程共达到400万公里。
120型机车的开发成本接近1亿德国马克。原德国联邦铁路则负担其中的60%。

### 量产机车120.1型

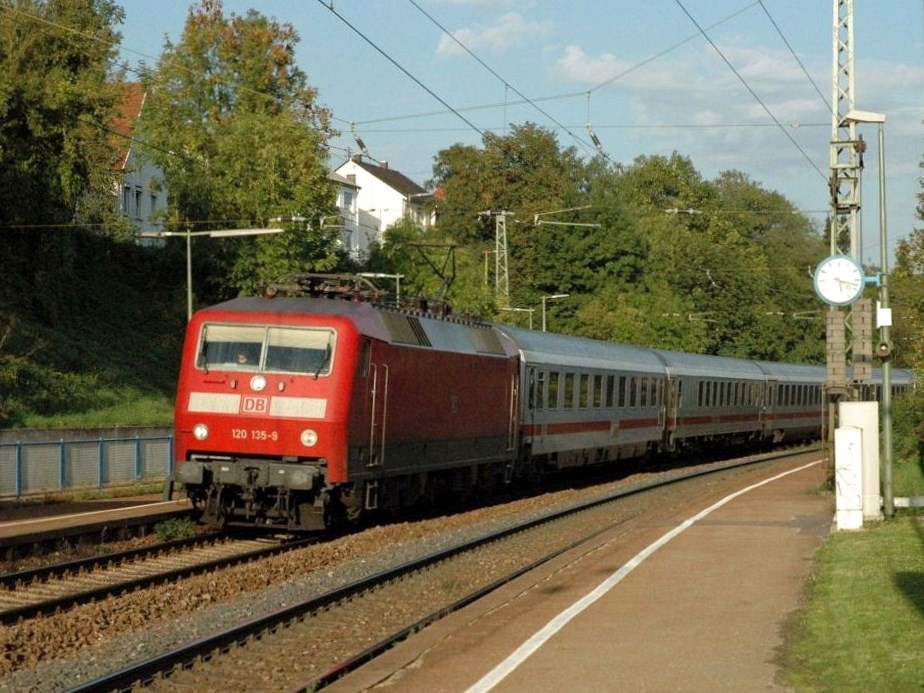
120型机车过去主要用作牵引重载的城际列车

经过四年的运转试验后，德国联邦铁路在1984年订购了60台量产机车120.1型，其中单台机车的价格为550万德国马克。1985年4月，联邦交通部长维尔纳·多林格尔公布了60台机车中最后24台的购置计划。他解除了采购协议中的选择权——原本除了36台机车按计划交付外还有24台机车的选择权规定。这项采购的总投资额为3.8亿德国马克，并且所有机车应在1988年底前交付。
与原型机车相比，量产机车仅作出了很小的改动，例如取消了作为备用的内置电阻制动，因为再生制动不同于最初的预期而被证明是可靠的。这在后来并不一定被视为积极的，因为120.0型原型车中较弱的机械性能也被保留至了量产机车当中。经过成功测试后，被批准最高速度为160公里/小时的120 001号至004号原型机和已批准最高速度为200公里/小时的120 005号原型车在量产机车到来后均被批准了200公里/小时的最高速度。
1987年1月13日，首台量产化的三相电机车——120 101号机车交付给了原德国联邦铁路慕尼黑福莱曼维修车间使用。联邦交通部长维尔纳·多林格尔和德国联邦铁路董事长莱纳·戈尔克共同主持了象征性的钥匙交接仪式。量产机车的交付一直持续到1989年底。它们立即投入至定期班次服务，开始执行一个精简的交路计划，于白天牵引城际列车及区际列车，并在夜间牵引快速货运列车。
120 137号至160号机车在交付时采用经过修改的传动齿轮比，以获得在高速行驶时更高的牵引力。然而，这项变化也导致了机车在低速运行时的牵引力更低。

### 在德国铁路的运用
在德国铁路改革的第三阶段中，120型机车被加入到长途客运部门（即如今的德铁长途运输），因此也对其在货运列车服务中的运用也作出了限制。

#### 试产120.0型

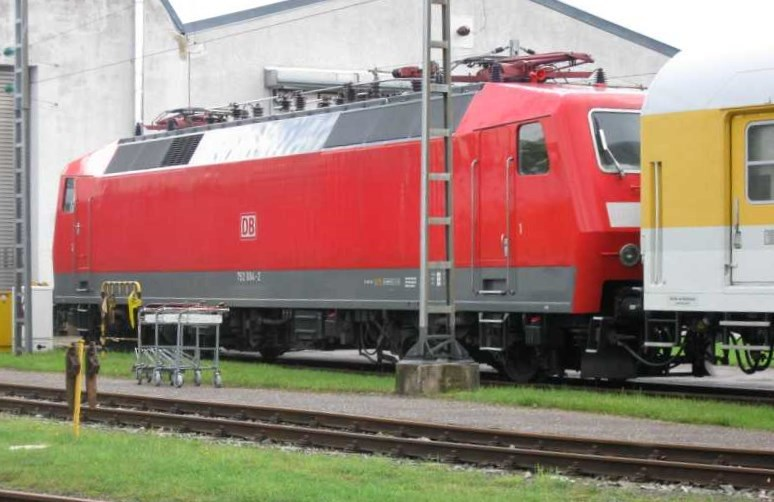
用作试验机车的725 004号牵引试验车厢停靠于慕尼黑联邦铁路中央局（2009年）

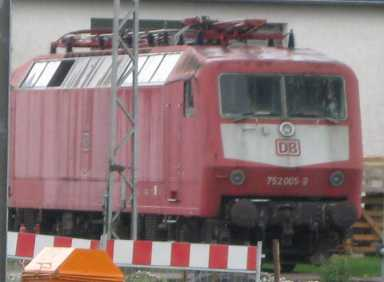
配属于德铁系统技术的752 005号机车于慕尼黑（2009年）

5台试产机车多年来曾连同其它120型机车被反复运用至常规客运服务。然而，在大多数时间内它们都担当轨道工程车（因此它们也被重定型为752型）或新技术的测试载体使用，并首次用作1990年代后期的电力机车新购项目的部件测试。其测试的部件包括此前可能因机车空间不足而没有使用的盘式制动器、或是可用于101型机车上的新式转向架及变频器。实验机车均配属明登和慕尼黑的联邦铁路中央局。
为了开发101型机车，ABB亨舍尔征调了120 004号和005号机车。由于ABB亨舍尔没有现代化版本的样车，而是仅有一个名为Eco2000的概念，因此其技术展示均需基于两台运营已达15年的120型试产机车进行。
由于Eco2000的部件开发需要依靠120型的试产机车120（或752） 004号和005号机车，因此ABB在1992年对两台机车进行了改造，以便使新的技术能够在实践中检验。其中120 005号机车搭载了基于可關斷晶閘管（GTO）技术的新式变频器及全新的航空电子控制设备；120 004号机车则在此基础上还搭载了适用于ICE列车的盘式制动器、整体集成传动单元，以及用于主变压器的生物降解多元醇酯冷却剂。两台机车在此配置下参与了日常的城际列车运营，并在长距离的牵引工作中从未发生故障。120 004号机车则因为高成本的改造而被视作101型机车的原型车。
自2002年初以来，再没有120型的试产机车运用于常规服务。120 003号机车由纽伦堡交通博物馆持有，它目前（2011年）停放于奥格斯堡铁路公园。120 001号机车是在2004年的一次严重事故中被完全损毁并在现场进行拆解，期间120 002号机车也已经报废。725 005号机车被租借至了魏玛铁道博物馆，只有752 004号机车作为最后一台仍在运营的机车，由慕尼黑的德铁系统技术用作试验运行。2011年10月，它也从德铁系统技术的运行中退役。自2012年6月起，这台机车可以在科布伦茨德国铁路博物馆内找到。

#### 量产120.1型

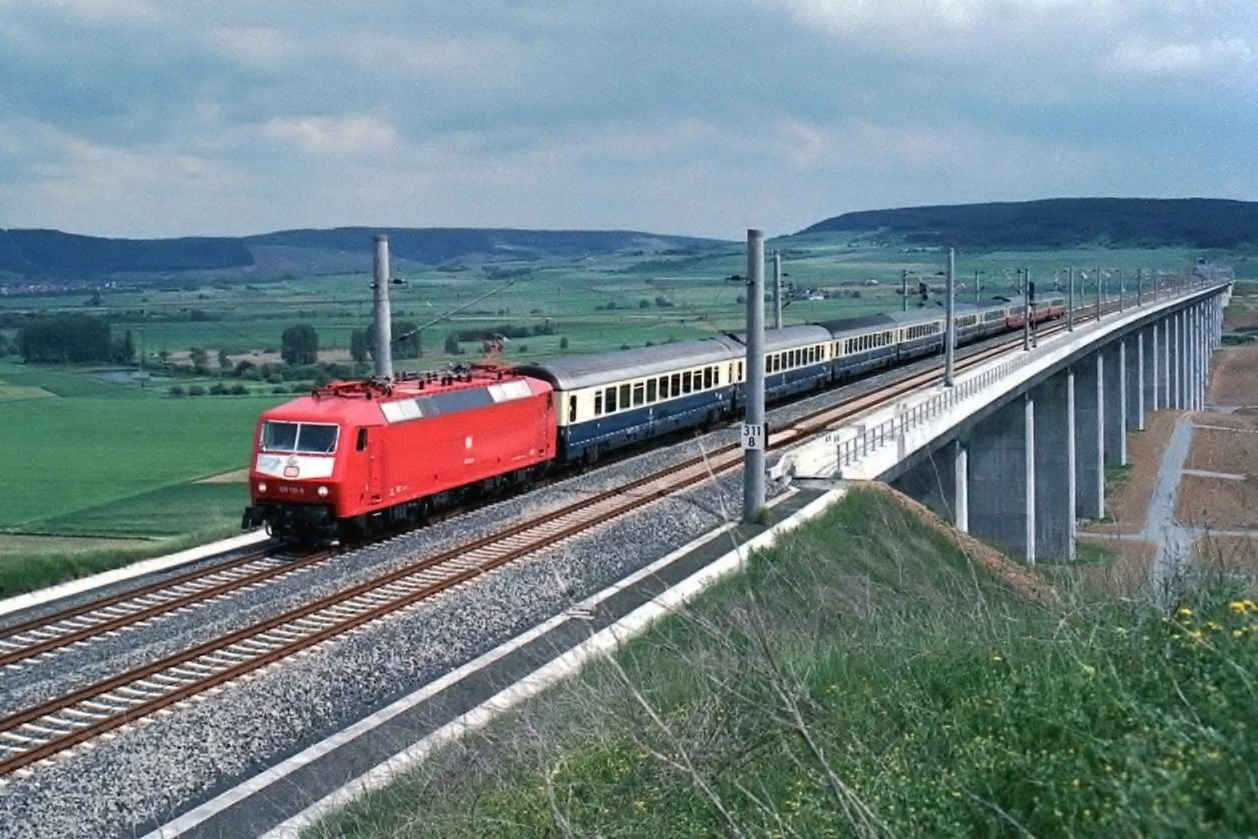
120型机车牵引汉诺威-维尔茨堡高速铁路开通后的首班定期客运列车前往维尔茨堡

120型机车作为气密性轨道车辆最初被运用至几个隧道区间，包括1988年5月建成通车的汉诺威-维尔茨堡高速铁路的维尔茨堡-富尔达南段，这主要是因为当时仍然缺乏足够的气密性轨道车辆可用。但由于存在早期探明的高损坏率问题，在1988年8月有比例高达35%的120型机车无法正常使用。而自120 136号机车起发生的轮轴保护箱使用困难情况，则导致了更多机车延误运营。
如今，德国铁路仍主要将120型机车运用于城际列车服务。但由于机车在最初几年存在过度使用的情况（白天长途客运，夜间重载货运），因此其可靠性在这期间已显著减弱，底盘断裂和其它严重损害也日益增加。
120型机车在2007年达到一个运营小高峰。有37台120型机车在3条城际列车的交路运行图中运用，同时也可作为新开通的、时速高达200公里/小时的慕尼黑-纽伦堡快车的补充使用，但已很少用作牵引货运列车。
最先从服务运营中退役的120 110号、158号和159号机车被用来作为交换配件的来源，其后由于运力需求的增加，它们又重返服务运营。120 158号机车（截至2011年1月）则继续用作配件交换来源，机体是在2010年6月16日报废，并在长期封存于慕尼黑之后，目前已于德绍维修车间完成拆解。截至2011年1月，仍有49台120.1型机车处于运营状态。

#### 改型120.2型
| 120.2型的重编号 | 120.2型的重编号 |
| --------------- | --------------- |
| 原编号          | 新编号          |
| 120 116-9       | 120 201-9       |
| 120 129-2       | 120 202-7       |
| 120 107-8       | 120 203-5       |
| 120 128-4       | 120 204-3       |
| 120 121-9       | 120 205-0       |
| 120 117-7       | 120 206-8       |
| 120 136-7       | 120 207-6       |
| 120 139-1       | 120 208-4       |

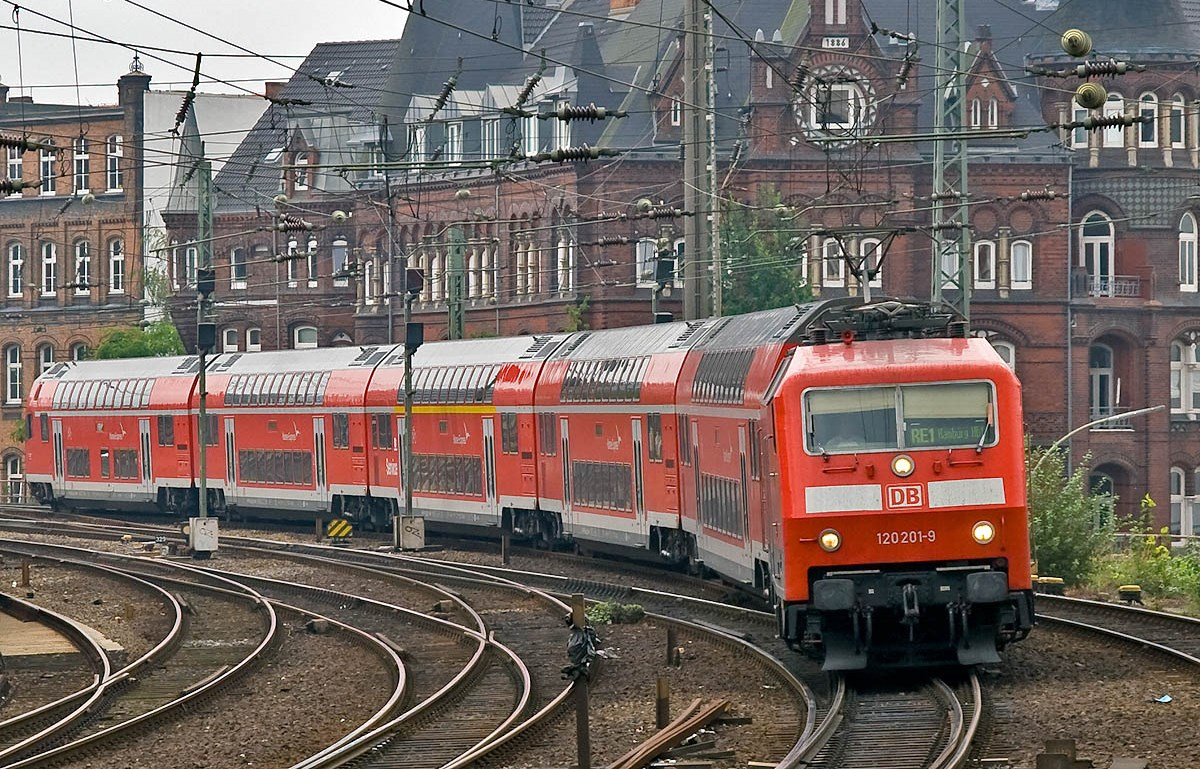
牵引汉萨快车的120.2型机车

120.2型机车是指5台驻扎于罗斯托克的机车，专门用于牵引名为“汉萨快车”的动力集中式列车，后者由5节新式双层车厢组成。这条线路也是“波罗的海沿岸（Ostseeküste）”网络的一部分。
由于增加了车辆动力学数值（编组由4节变为5节），有5台120型机车在2007年首次搭载了短途客运软件包（目的地显示器、列车调度系统及服务器等），并被重定型为120.2型，使用连续的运营编号（201号至205号）进行排列。它们在罗斯托-什未林-汉堡线路中的最高运行速度为160公里/小时。由于联邦铁道部最初拒绝为120.2型发放运营牌照，所以这条线路在2008年春季以前都只能使用112型机车运营（主要是所谓的“夹心运行”：即列头及列尾各设一台机车）。
至2010年底，再有三台机车使用新的运营编号120 206号至208号（原120 136号、139号及117号）交付给德铁区域运输莱茵兰公司（后合并至德铁区域运输北萊茵-威斯特法伦公司），并驻扎在亚琛。它们主要被用做牵引北萊茵-威斯特法伦的莱茵-锡根快车。由于故障率增加，机车在当地被暂停使用并封存。同时驻扎于罗斯托克的5台机车也由于各种磨损及到期维修原因而经常造成运力不足，因此3台亚琛机车也相继移交罗斯托克使用。在2013年春季，120 207号和208号机车已经返回亚琛使用，而120 206号机车则仍由罗斯托克支配。

#### 改型120.5型

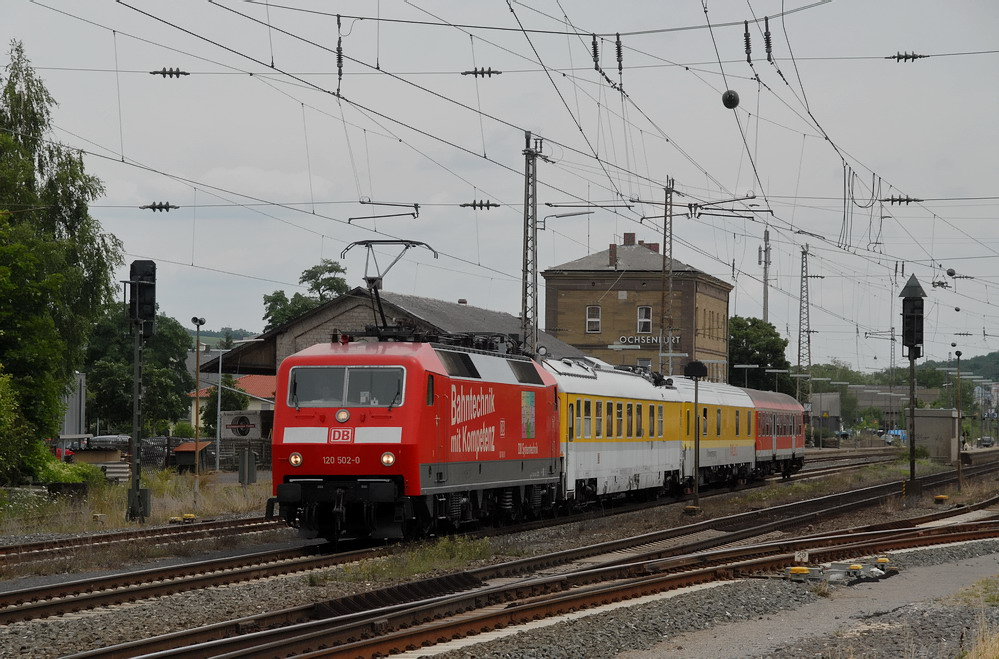
120 502号机车牵引轨道测量列车

120 153号和120 160号机车在2005年初被售予德铁系统技术，并在纽伦堡车间进行了IS 703号彻底大修。它们使用不同的运营编号，其中120 153号更改为120 501号，120 160号则改为120 502号。两台机车都用作牵引测试及测量列车在德国各地运行。在2006年世界杯足球赛期间，机车又被租借至德铁长途运输，用作牵引定期列车班次。时至今日，120.5型机车仍可以在机车缺乏的情况下用作牵引长途列车班次。120 502号在2013年被漆上了与测量车厢相匹配的黄色涂装。

#### 121型及后续型号
在2005年12月11日起实施的运行图调整中，德铁汽车列车向德铁长途运输购入了部分120型机车，以用作牵引它们的人车同行班次。这些机车仍驻扎在慕尼黑，并计划重定型为121型，但只有120 113号列车完成了改变。这是因为机车在交付前由于长途客运需求量上升，它们又返回德铁长途运输运营。
将121型作为120型机车后续型号的计划并没有实现，虽然早已有两台原型机使用过这一编号进行测试（因为当局希望保留121型，并将其用于127 001号机车和128 001号机车）。120型机车在1980年代的原始概念是作为一款通用型机车，但随着铁路改革的推进而丧失了其必要性，因为已独立运作的德国铁路各业务部门基于成本原因而更青睐于使用切合自身需求的车辆。
德国联邦铁路以前的希望载体从未使用在其预期定型的编号中。然而，高速动车组ICE-1列车和ICE-2列车的动力车是由120型机车直接演变而来。此外，它还启发了当代新型高性能电力机车的设计灵感，当中包括101型、152型（127 001号的后续发展）和145型（128 001号的后续发展）。

## 构造

### 电气设备
在主变压器的4个独立的次级绕组背后，采用的是与此前德国轨道电气工程学技术显著不同的技术。每个次级绕组均被连接至对应的油冷式牵引变频器，后者由以下模块组成：
- 四象限整流器
- 带有陷波器（德语：Saugkreis）和解耦电容器（德语：Stützkondensator）的直流电压（德语：Gleichspannung）中间回路（德语：Zwischenkreis）
- 脉冲逆变器

每两个牵引变频器被接通在一起，共同供应单个转向架上的两台电动机。变压器次级侧的单相交流电压通过四象限整流器整流为直流电压。额定电压为2800伏（最高允许3200伏）的中间电路由一个调谐为33⅓赫兹的滤波器和一个解耦电容器组成。脉冲逆变器由中间回路馈入，并产生三相交流电的可变电压（0-2200伏相位）和频率（0.4-150赫兹）用于牵引电动机。四象限整流器是按183赫兹分别以90°错开，并将行程控制在11倍的电网频率。异步驱动的脉冲逆变器可将上限为200赫兹的循环频率转化为20赫兹的电动机频率。高于20赫兹时则可使用同步循环的方式以避免电动机电流发生拍频。由于四象限整流器和脉冲逆变器的基本构造非常相似，因此它们也可执行反向操作，例如用于机车的再生制动：脉冲逆变器将电动机产生的三相电流输送至中间回路，再由四象限整流器重新整流为单相交流电压，并回馈至接触网。

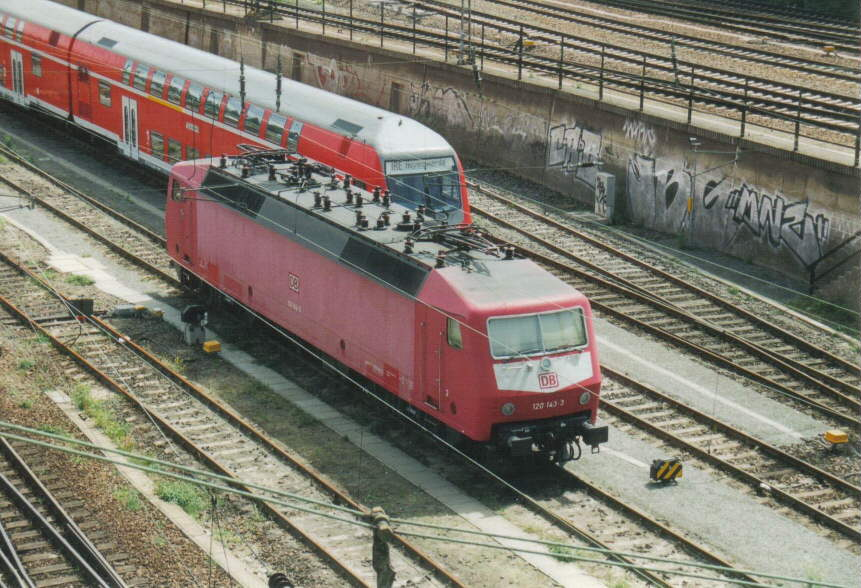
120 143号机车于德累斯顿

车顶上设有两副SBS 80型单臂受电弓。这是根据原来的单臂受电弓型号SBS 65型的标准进行开发的，并允许用于250公里/小时的最高速度（SBS 65型仅为200公里/小时）。其90千克的构造也比SBS 65型更轻、并使用更好的悬架，以确保即便是在高速行驶中的安全接触。由于120型机车最初是作为测试载体设计，这也造成了车辆部件与传统机车相比也有所不同：主变压器第一次可以置于车辆底板下方，这使得机械舱可以保持非常干净和整洁，并提供一条直通的中央过道。全车部件的特点是广泛采用的轻量化构造，这在最初也出现过一些问题。尤其是变速齿轮和变速箱的轻量化设计很容易导致频繁的断裂及渗油，直至这些部件被替换为质量更强的结构。转向架采用传统的枢轴构造。驱动器的二系悬挂被灵活浮动的螺旋弹簧所取代，它能使转向架在过弯后自动复位至中心位置，并允许机车车体横向运动。轮轴的动力传输则由BBC制造的空心轴万向接头传动负责，牵引电动机的重量也完全由转向架缓解。
120型机车在辅助运行方面采用了全新的方式：它首次采用三相电辅助电网，相邻的较小电机也允许对辅助运行进行控制。120型机车设有3个辅助变流器（Hilfsbetriebeumrichter，简称），并通过主变压的辅助绕组进行传输。1号和2号HBU负责分别供应每副转向架上的两台牵引电动机，并每个都配备关联的变压器油冷散热装置。电动机的转数可根据散热需求进行灵活控制。3号HBU按固定的频率运作，并供应至其它的辅助设备，例如变压器机油泵等。120型机车的空气压缩机也通过3号HBU供应。为了令启动更为简便，空气压缩机在切换至3号HBU时会短暂关闭。机车会自动监控所有相关的温度数值。如果完全稳定的辅助运行超出数值上限，机车则会发出牵引力闭锁。

### 制动系统
机车的制动装置除了电子制动器外，还有一个连续性的、间接作用的KE-GPR型空气制动器作为辅助制动使用。在机车制动时通常只启动电子制动，空气制动仅在电子制动失效时才进行干预和运作。与此相反的是标准机车的电阻制动并不会随着车辆速度的递减而降低制动力，但电子制动则可以依靠交流传统技术将全部效能陷入近乎完全停顿状态。为了提高轨道的静止摩擦力，特别是在恶劣天气条件下的静止摩擦力，机车在随后安装了一个所谓的“清洁制动器”（Putzbremse），这是通过电子制动运行的闸瓦式制动器，可提供0.25巴的制动缸压力。它通过对轮轴表面进行粗糙化处理，从而改善牵引力及制动力效果。停车制动则通过一个弹簧制动器实现。

### 驾驶室
120.1型机车在交付时便搭载了最早运用于111型机车上的气密性德国联邦铁路标准化驾驶室，而120.0型在随后也完成了相应改造后，这些机车都能在新造的线路中运行。气密性的内部空间对高速行驶而言十分重要，因为列车在交会时、特别是在高压强的隧道中，其与外部空气本身通常具有超过400公里/小时的相对速度，最坏的情况可以导致听力受损。因此，在当地使用的所有车辆都必须符合压力保护要求。

### 安全设备
除了规定的安全软件包外——包括紧急列车停止装置、由点状列车控制装置集成的线状列车控制装置、车载无线电设备GSM-R以及自动驾驶及制动控制系统外，120型机车还配备有列车电空制动和架桥紧急制动（可使紧急制动列车避免在隧道内停车）的控制装置，并且加装有用于电子运行图和限速的电脑装置。所有机车在交付时均搭载了用于列车控制车的多单元列车控制系统系统。其包含了首次应用的复合时刻动力集中式列车控制设备（zeitmultiplexe Wendezugsteuerung，简称），因此它与101型机车成为德国铁路仅有的两款可以驱动城际列车控制车达到200公里/小时的机车。试产机车则仍然搭载传统的动力集中式列车控制系统，它们允许用作驱动动力集中式列车运行，例如n-型车厢。

## 涂装变化
前5台试产机车120.0型在1979年交付时采用洋紅色/米色的全欧快车涂装方案。为了改善空气动力学性能，120 005号机车使用了一个比其它4台试产机车更易更换的前罩。为了对应机车特有的弯曲前脸，紫红色与白色的分界边缘也随之向下伸展。出于这个原因，紫红色条纹必须斜向驾驶室一侧，这也使得其在外观上与众不同。
总共60台120.1型量产机车自1987年起采用当时新推出的东方红配色方案（RAL 3031），并在前脸设有一个白色的警示区域，这被铁路职工成为“围兜”。警示区域从前侧两端弯曲延伸至前窗下缘，此后这一区域又改为东方红色的条纹从挡风玻璃下方伸出。在检查和维修的过程中，两种配色方案都进行过尝试，当中只有形状和尺寸会发生略微的变化。
自交通红的配色方案自1996年推出后，已有越来越多的机车采用了这款全新的、当前流行的涂装。
为了牵引黄色涂装的检测和测量车辆，120 502号机车在2013年被德铁系统技术漆以相匹配的黄色涂装。
此外，由于这一系列型号宽大的侧壁开放空间，120型机车也经常用作广告、艺术和周年纪念机车。例如：
| 120 002                                             | AEG - 为了环境的创新科技                   | （1993） |
| 120 004                                             | 德铁/ABB的首台搭载盘式制动器的机车         | （1996） |
| 120 129                                             | 迈克林圣诞节机车                           | （1996） |
| 120 139                                             | 托恩·胡克斯（Teun Hooks）/马克林的艺术机车           | （1997） |
| 120 141                                             | 德累斯顿银行投资集团广告机车               | （1997） |
| 120 151                                             | ZDF电视台广告机车                          | （1997） |
| 120 119                                             | 沃尔特·迪士尼/马克林的米老鼠70周年纪念机车 | （1999） |
| 120 102、110、118、120、122-124、126、133、138、140 | 巴登-符腾堡州广告机车                      | （2000） |
| 120 501, 502                                        | 德铁系统技术                               | （2005） |
| 120 159                                             | 马克林150周年纪念机车                      | （2008） |
| 120 159                                             | 铁路运输175周年纪念机车                    | （2010） |
| 120 112                                             | 马克林My World                             | （2012） |